# 布蘭卡山脈 (安達魯西亞)
布蘭卡山脈（西班牙語：Sierra Blanca），是西班牙的山脈，位於該國南部馬拉加省，處於太陽海岸和涅韋斯山脈之間，屬於佩尼貝蒂科山脈的一部分，海拔高度1,275米，山體是喀斯特地形。